# Piteå tingsrätt
Piteå tingsrätt var en av tingsrätt i Norrbottens län med kansli i Piteå. Tingsrättens domsaga omfattade kommunerna Arjeplog, Arvidsjaur, Piteå samt Älvsbyn. Tingsrätten och dess domsaga ingick i domkretsen för Hovrätten för Övre Norrland. Tingsrätten upphörde 2002 och domstolen och dess domsaga uppgick i Luleå tingsrätt och dess domsaga.

## Administrativ historik
Vid tingsrättsreformen 1971 bildades denna tingsrätt i Piteå av häradsrätterna för Piteå och Älvsby tingslag och Arvidsjaurs och Arjeplogs tingslag. Domkretsen bildades av Piteå domsaga. 1971 omfattade domsagan Arjeplogs, Arvidsjaurs, Piteå och Älvsbyns kommuner.
28 januari 2002 upphörde Piteå tingsrätt och den och dess domsaga uppgick i Luleå tingsrätt och dess domsaga. 
Tingsrätten hade förutom Piteå tingsställen i Arjeplog och Arvidsjaur.

## Lagmän
- 1971-1974: Per-Axel Hansén
- 1975-1994: Göran Ljungberg
- 1994-2002: Richard Brännström